# Єпископат Албанської православної церкви
Єпископат Албанської православної церкви налічує (на 28 червня 2025 року) 6 архієреїв, з них четверо — єпархіальні архієреї  (в тому числі предстоятель — архієпископ Тиранський, Дурреський і всієї Албанії) і два — титулярні.

## Чинні архієреї
| № | Ім'я               | Сан         | Титул                                  | Хіротонія         | Хіротонія        | Статус       |
| № | Ім'я               | Сан         | Титул                                  | Дата              | Предстоятельство | Статус       |
| - | ------------------ | ----------- | -------------------------------------- | ----------------- | ---------------- | ------------ |
| 1 | Іоан (Пелуші)      | архієпископ | Тиранський, Дурреський і всієї Албанії | 20 липня 1998     | Анастасій        | предстоятель |
| 2 | Миколай (Гюка)     | митрополит  | Аполлонійський і Фієрський             | 19 листопада 2006 | Анастасій        | правлячий    |
| 3 | Антоній (Мердані)  | митрополит  | Ельбасанський                          | 21 листопада 2006 | Анастасій        | правлячий    |
| 4 | Астій (Бакалбаші)  | митрополит  | Бератський, Вльорський і Канінський    | 22 січня 2012     | Анастасій        | правлячий    |
| 5 | Нафанаїл (Стергіу) | митрополит  | Амантійський                           | 21 січня 2012     | Анастасій        | титулярний   |
| 6 | Анастасій (Мамай)  | єпископ     | Круйський                              | 15 грудня 2024    | Анастасій        | титулярний   |

## Колишні архієреї

### Перейшли до іншої помісної церкви
1. Христодул (Мустакіс), колишній митрополит Корчинський (28 липня 1996; на покої з 18 липня 1998 року; відпущений до Елладської православної церкви, з 2000 року митрополит Авлонський)[2]